# Golpe de Estado em Omã em 1970
O golpe de Estado em Omã em 1970 foi a deposição sem derramamento de sangue do Sultão Said bin Taimur por seu filho Qaboos bin Said al Said em Omã em 23 de julho de 1970. Ocorrendo no decorrer da Rebelião Dhofar, o golpe palaciano foi executado com o apoio dos militares britânicos e permitiu que o sultão bin Taimur fosse deposto e enviado para o exílio na Grã-Bretanha. O golpe ocorreu em um momento crucial na história moderna de Omã, uma vez que o sultão Qaboos rapidamente empreendeu inúmeras amplas reformas de modernização do reino, transformando Omã de um Estado atrasado e subdesenvolvido em um país equivalente a muitas nações ocidentais em termos de paz e desenvolvimento econômico.

## Antecedentes
A partir do final do século XIX, Omã gradualmente passou a ser influenciado pelo Império Britânico através de uma série de tratados e arranjos diplomáticos. Por fim, o sultão tornou-se um posto cada vez mais dependente dos britânicos em busca de apoio e conselhos. As principais fontes de rendimento do reino, notavelmente o tráfico de escravos e o comércio de armas, foram inibidas pelos britânicos, resultando em confrontos entre a monarquia e as tribos no interior do país. Esses confrontos levaram Omã a buscar apoio militar dos britânicos que prometeram defender o sultão Faisal bin Turki, naquela circunstância um fantoche britânico, das tentativas de derrubá-lo.
Em 1913, o sultão Taimur bin Feisal assumiu o controle do Omã, reconduziu o reino a uma situação financeira mais estável e reprimiu os distúrbios tribais no país. Ele governou até sua abdicação em 1932, quando seu filho mais velho, Said bin Taimur, assumiu como sultão.
Sob o governo de Said bin Taimur, Omã tornou-se cada vez mais isolacionista e anacrônico. A instabilidade interna avançou, como no caso da Guerra de Jebel Akhdar e da Rebelião Dhofar. O sultão bin Taimur tornou-se progressivamente mais dependente dos britânicos para manter o controle de seu próprio país, o qual rejeitava governar de maneira moderna, inclusive recusando-se a deixar seu palácio após uma tentativa de assassinato. A Rebelião Dhofar foi uma insurgência comunista lançada em 1963, que havia subjugado o país desde então, colocando as tropas omanenses lideradas pelos britânicos contra os insurgentes principalmente na parte sul do país. As Forças Armadas do Sultão estavam de uma maneira geral sob o controle de comandantes britânicos, incluindo o coronel Hugh Oldman, que comandava as tropas do sultão em Mascate, e o brigadeiro John Graham, que era o comandante geral das Forças Armadas do Sultão. Por volta de 1970, toda a única grande fonte de receita do país, os petrodólares, era destinada para combater os insurgentes ou iam diretamente para os cofres do sultão. A fraca liderança do país por parte do sultão bin Taimur e a dependência excessiva de apoio militar britânico contrariaram o governo britânico que passou a considerar a deposição de Taimur como o único caminho viável para derrotar a crescente insurgência comunista em Omã, propiciando o golpe de Estado de 1970. As autoridades britânicas entraram em contato com o filho do sultão, Qaboos bin Said al Said, que estava sob prisão domiciliar por ordem de seu pai, colocando mensagens de voz em fitas cassetes musicais e informando-o do plano que o governo estava delineando para derrubar seu pai. Qaboos concordou e a operação prosseguiu.

## Golpe

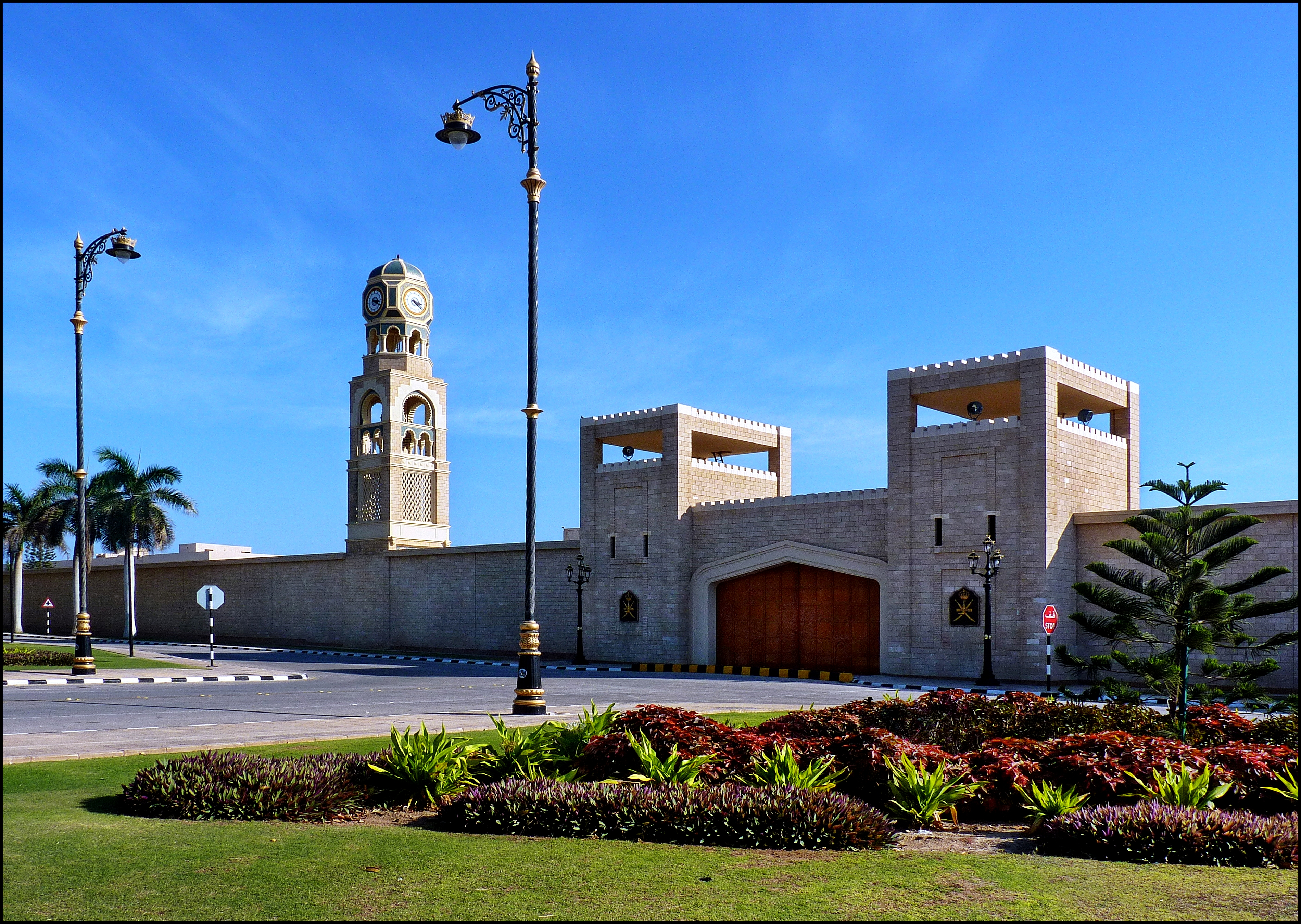
O palácio al-Husn onde ocorreu o golpe.

Em 23 de julho de 1970, Qaboos bin Said al Said, o filho de 29 anos do sultão e graduado pela Real Academia Militar de Sandhurst, supostamente informou aos comandantes britânicos sua intenção de depor seu pai. No entanto, o planejamento do golpe já estava em andamento há várias semanas e as unidades militares lideradas pelos britânicos estavam sendo colocadas em posição para derrubar o sultão. O brigadeiro John Graham convocou os comandantes árabes de alta patente do Regimento do Deserto, a principal unidade do exército que realizaria o golpe, e informou-os sobre a carta enviada a eles por Qaboos que "orientava" os oficiais britânicos a realizar o golpe. A reunião garantiu sua lealdade e cooperação. Ray Kane, um comandante da companhia britânica no Regimento do Deserto, recebeu ordens para capturar o sultão vivo, se possível.
As tropas chegaram ao palácio de al-Husn, em Salalah, e não encontraram resistência. O xeique tribal dos quinhentos guardas encarregados de defender o exterior do palácio havia sido convencido pelos britânicos a ordenar que seus homens se retirassem antes do golpe. Ray Kane conduziu seus homens ao palácio e imediatamente desarmaram os outros guardas palacianos. O restante do golpe foi realizado predominantemente pelas tropas árabes, a fim de 	
encobrir a extensão do envolvimento de estrangeiros na operação. Durante o golpe, Said bin Taimur atirou no xeique Braik Al Ghafri, um conspirador golpista e filho de um proeminente governador omanense, no estômago, antes de acidentalmente atirar no próprio pé enquanto engatilhava sua pistola. Said bin Taimur conseguiu escapar rapidamente com alguns confidentes e guarda-costas por uma série de passagens e túneis escondidos, mas seria recapturado rapidamente. O sultão ferido insistiu que seu conselheiro enviasse uma mensagem urgente ao Coronel Hugh Oldman, informando-o sobre os eventos que haviam ocorrido, mas a mensagem foi ignorada. O golpe terminou quando Said bin Taimur assinou um documento de abdicação, entregando o controle do país a seu filho, Qaboos. Bin Taimur seria removido do país em uma Bristol Britannia da Força Aérea Real primeiro para o Barém para tratamento médico e depois para Londres, onde viveu os dois anos restantes de sua vida em uma suíte no The Dorchester, um hotel de luxo.

## Consequências
O sultão Qaboos bin Said al Said imediatamente definiu suas prioridades para modernizar o país e derrotar a insurgência no recém-renomeado do Sultanato de Omã. Antes de assumir o trono, Omã não possuía escolas secundárias, apenas um hospital e dez quilômetros de estradas pavimentadas. As receitas do petróleo do país seriam redirecionadas para iniciativas econômicas, afastando o país da agricultura de subsistência e da pesca e construindo uma infraestrutura moderna. Escolas foram erigidas, o país foi eletrificado, numerosas estradas foram construídas e os jornalistas ocidentais pararam de rotular Omã como "medieval". A escravidão foi banida e, em 1975, a insurgência havia sido suprimida em um esforço internacional. Em 1980, Omã tinha 28 hospitais, 363 escolas e 12.000 quilômetros de estradas pavimentadas. Além disso, o Majlis Al-Shura foi estabelecido, o qual tinha o poder de rever a legislação e convocar ministros do governo para se reunirem. A instabilidade interna em Omã terminou com sucesso devido a uma iniciativa de Qaboos de incluir todos os grupos étnicos e tribais na administração do país e conceder anistia aos antigos rebeldes. Bin Taimur morreu em 1972 em Londres e o sultão Qaboos continuou a governar Omã.
O sucesso da Rebelião Dhofar, que estava provando ser um imenso desafio para Omã e uma crescente ameaça existencial ao governo apoiado pelos britânicos, foi revertida com a destituição de Taimur. O sultão Qaboos lançou um esforço concertado de 400 milhões de libras para modernizar as forças armadas omanenses, criando até uma marinha para proteger as exportações de petróleo do país. Os rebeldes comunistas gradualmente perderam suas bases de apoio estrangeiro na União Soviética e na República Popular da China depois de uma série de derrotas militares. Isso, juntamente com a crescente oposição internacional à rebelião, incluindo o envio de tropas iranianas em 1973, levou a uma derrota final dos rebeldes em 1975.
O envolvimento do governo britânico no golpe de Estado foi negado por quarenta anos, a narrativa oficial era de que o golpe foi realizado predominantemente por tropas árabes com seus comandantes britânicos participando numa iniciativa pessoal. De fato, o golpe havia sido planejado pelo MI6, pelo Ministério das Relações Exteriores e pelo Ministério da Defesa e recebendo o sinal verde do primeiro-ministro britânico Edward Heath. Além disso, o plano de contingência do evento indicava que Qaboos ficaria sob a proteção das tropas britânicas e em seguida seria retirado do país em um avião, caso o golpe de Estado tivesse fracassado.